# 林長壽 (數學家)
林長壽（1951年4月17日—），台北市立復興高中畢業，國立台灣大學數學系學士，後獲得美國紐約大學數學博士，師承國際知名數學家Louis Nirenberg（2015年阿貝爾獎得主）。林院士專長為微分幾何、偏微分方程。對於教改問題有著濃厚的興趣。

## 重要貢獻
林長壽的博士論文（1983年）是研究微分幾何學的局部等距嵌入的問題，是這個領域幾十年來的第一個重大突破，因而獲得紐約大學為紀念卡特·佛萊德里克斯教授所設立的獎項的第一位得獎人。
從1990年迄今，林教授全心專研於另一類發生在許多方程式裡的困難問題，即肥皂泡現象。由於處理這類「肥皂泡現象」需要很精細的分析技巧來處理，林教授和他的合作者在這類問題獨立發展出一整套原創性方法而獲至許多重要成果。

## 學術榮譽
- 2001 第一屆總統科學獎
- 1998 第一屆晨興數學獎
- 1998 中央研究院院士[1]、教育部國家講座 教授
- 1983 K.O.Friedrichs紀念獎